# エスタディオ・フランシスコ・カランサ・リモン
エスタディオ・フランシスコ・カランサ・リモン（Estadio Francisco Carranza Limón）は、メキシコのシナロア州グアサベにあるスタジアム。8,000人収容。主に野球に使われており、リーガ・メヒカーナ・デル・パシフィコ（メキシコ冬季リーグ）のアルゴドネロス・デ・グアサベが本拠地としている。